# Willy Vandersteen
Willy Vandersteen, egentligen Willebrord Jan Frans Maria Vandersteen, född 15 februari 1913 i Antwerpen, död 28 augusti 1990 i Edegem i provinsen Antwerpen, var en belgisk (flamländsk) serieskapare. Han var bland annat upphovsman till Suske en Wiske (Finn och Fiffi på svenska).